# Marronnier à fleurs doubles
Aesculus hippocastanum f. beaumanii
Pour les articles homonymes, voir Marronnier (homonymie).
Forme
Classification phylogénétique
Le Marronnier à fleurs doubles, Aesculus hippocastanum f. beaumannii, est un cultivar d'Aesculus hippocastanum, de la famille des Sapindacées. Il produit des fleurs doubles, mais se trouve dépourvu de fruit.

## Description
- Origine: Plateaux d'Albanie.
- Croissance: rapide.
- Écorce: marron, grise.
- Feuillage: feuilles caduques de 20 cm à 35 cm, composées de 5 à 7 folioles. Elles sont de couleurs vertes, de forme obovale, à bords denticulés, d'extrémité acuminée, de base atténuée.
- Fleurs: en panicule blanches, à nuances jaunes ou rouges.
- Fruit: ne produit pas de fruit.
- Floraison: printemps de longue durée (d'avril à mai en thyrses).
- Plantation: Automne.
- Silhouette: à port ovoïde, étalé, d'une hauteur de 10 m à 25 m et de 15 m d'envergure.